# Ondrej Debnár
Ondrej Debnár (Zvolen, 18 giugno 1972) è un ex calciatore slovacco, di ruolo difensore.

## Carriera

### Nazionale
Conta 4 presenze con la Nazionale del suo paese.